# Mit brennender Sorge

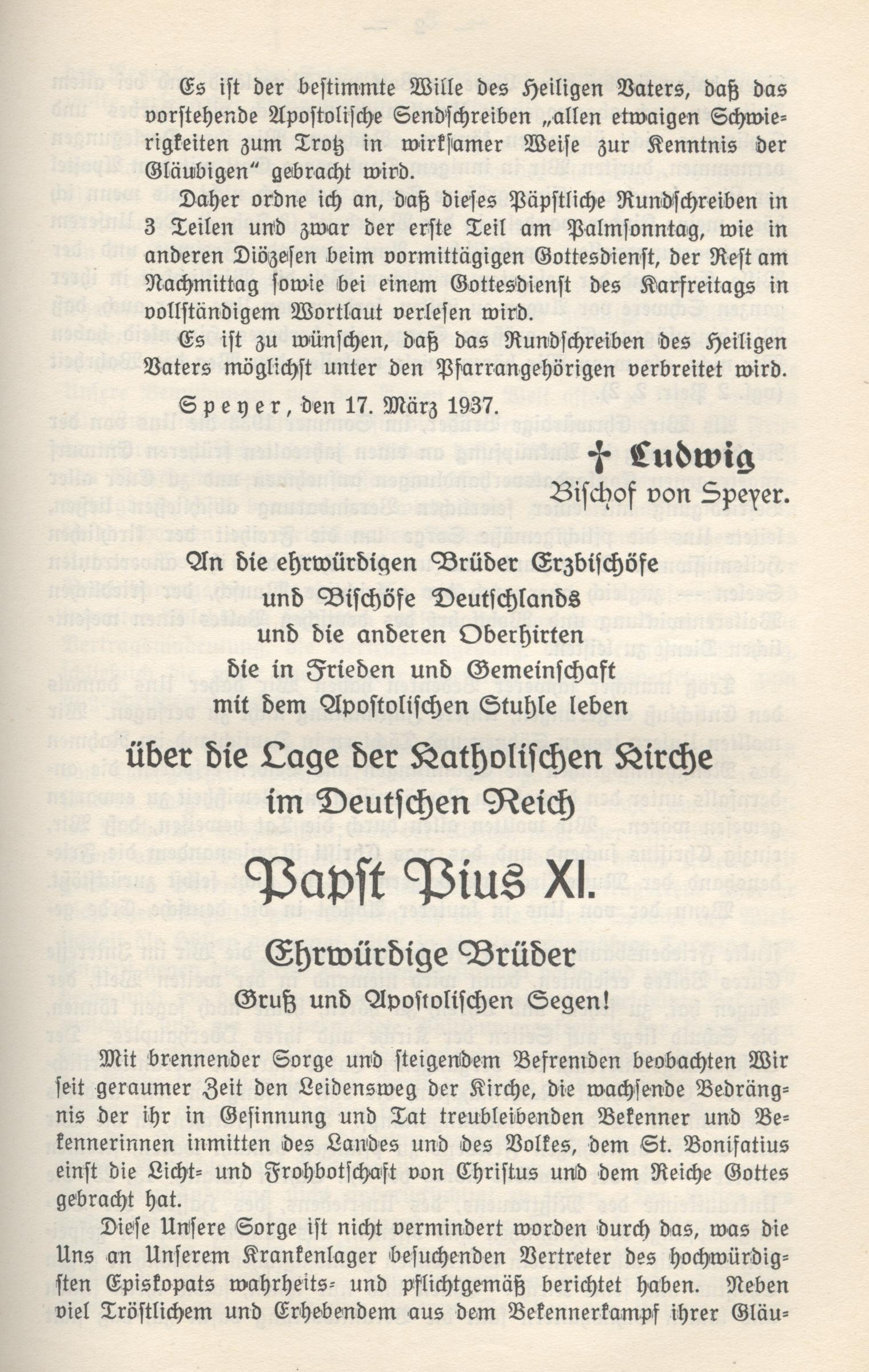

Mit brennender Sorge (в переводе с немецкого — «С огромной обеспокоенностью») — энциклика папы Пия XI, опубликованная 10 марта 1937 года (датирована Страстным Воскресеньем 14 марта). В энциклике упоминаются нарушения соглашения с Церковью, и она содержит критику расизма и других аспектов нацистской идеологии.

## История и последствия
Проект энциклики подготовил кардинал Михаэль фон Фаульхабер, предисловие к ней написал кардинал Пачелли (ставший в дальнейшем Папой Пием XII). В предисловии рассматриваются исторические моменты конкордата Римско-Католической Церкви и Третьего рейха. В тексте осуждаются языческие корни идеологии национал-социализма, мифы о расе и крови и ошибочность нацистских представлений о Боге. Документ предупреждал католиков о том, что завоевывавшая все большую популярность нацистская идеология, которая ставила одну из рас над другими, несовместима с католицизмом. По словам Мартина Ронхаймера, Пачелли добавил к проекту, написанному в осторожном стиле, следующий абзац:

Если кто-то выделяет расу, этнос, государство или его специфическую форму либо иную фундаментальную ценность человеческого общества — сколь бы необходимыми и уважаемыми ни были их функции — над уровнем их обычной ценности и делает их объектом поклонения, то он искажает и извращает мир, замышленный и сотворённый Богом.

Карло Фалькони настаивает на том, что окончательный текст энциклики был «не столько усилением формулировок, предложенных Фаульхабером, сколько точный и даже дословный их перевод». Согласно Фрэнку Дж. Коппе, кардинал Пачелли подготовил проект, который Папе показался слабым и недостаточно сфокусированным на сути, и он заменил его анализом с большей долей критики. В своё время Папа заявил о том, что авторство энциклики принадлежит кардиналу Пачелли. Сам Пачелли считал текст энциклики «компромиссом» между дипломатическими соображениями и мнением Святого Престола о том, что он не может молчать о своих «страхах и опасениях».
Мартин Ронхаймер пишет, что Mit brennender Sorge полагает расу «фундаментальной ценностью человеческого общества», «необходимой и уважаемой», но возражает против «возвышения расы, этноса, государства или его специфической формы» «над уровнем их обычной ценности» «и делает их объектом поклонения». В связи с этим Фаульхабер предложил во внутрицерковном меморандуме, чтобы епископы оповестили власти о том, что «Церковь, следуя своим правилам заключения браков, которые остаются в силе, делает важный вклад в правительственную политику поддержания чистоты расы; тем самым способствуя осуществлению демографической политики режима».
Энциклика была написана на немецком языке, тогда как обычно официальные документы Римско-Католической Церкви составляются на латыни. Она была зачитана во всех католических приходах Германии. О выходе энциклики не было предварительного уведомления, и её распространение держалось в секрете, чтобы обеспечить беспрепятственное её зачитывание во всех католических храмах Германии.
Видмар пишет, что за этим последовали преследования против Церкви в Германии, включая «инсценированные процессы над монахами по обвинению в однополом блуде, с максимальной публичностью». Вольфганг Бенц и Томас Данлоп, напротив, утверждают, что «монастырские процессы» имели место в 1935-37 гг. Фрэнк Дж. Коппа утверждает, что нацистские власти усмотрели в папской энциклике «призыв к борьбе против Рейха», и что Гитлер был в ярости и «обещал отомстить Церкви». По словам католических исследователей Элера и Моралля, первоначально нацисты намеревались отреагировать на папское вмешательство разрывом конкордата («но после раздумий правительство не стало делать этого»), а в дальнейшем в ходе войны отношения двух сторон стабилизировались. Отчасти, это было связано с тем, что после аншлюса Австрии численность католического населения Рейха уравнялась с численностью протестантского. После войны конкордат сохранился и статус церкви был восстановлен до статуса, действовавшего до прихода нацистов к власти).

## Оценки
Исследователи расходятся в оценках степени оппозиционности энциклики нацистскому режиму. В ней содержится упоминание «безумного и наглого пророка», и по мнению исследователей Бокенкоттера и Видмара оно относится к Гитлеру, и как было написано этими авторами, опиравшимися на изданный в 1967 г. труд Фалькони, «энциклика стала первым крупным официальным документом, авторы которого осмелились критиковать нацизм и осуждать его». Фалькони также утверждает, что предложение Гитлеру «оливковой ветви мира» в обмен на восстановление «спокойного процветания» лишило документ его «образцовой и благородной непримиримости». Католический исследователь холокоста Михаэль Файер полагает, что энциклика «осудила расизм (но не Гитлера и национал-социализм, как считают многие)». Другие католические исследователи рассматривают энциклику как документ, которому «недостает боевитости», поскольку немецкий епископат надеялся установить некий modus vivendi с нацистами. В результате энциклика вышла «недостаточно полемичной», а «дипломатически умеренной», в отличие от посвященной итальянскому фашизму энциклики Non Abbiamo Bisogno.